# Japan Karate Association
Créé en mai 1949 au Japon avec Gichin Funakoshi comme Maître suprême, la Japan Karate Association (JKA) ou Nihon Karate Kyokai en japonais, a ouvert son premier dojo le 22 mars 1955.

## Historique
Elle met en place sa célèbre école d'instructeurs en avril 1956 et devient la première organisation de karaté officielle le 10 avril 1957 sous le numéro 180. Depuis lors, elle est la seule à pouvoir faire précéder son nom de quatre caractères certifiant sa reconnaissance par le ministère de l'éducation national japonais. Le 20 octobre 1957, elle organise la première compétition de karaté officielle. En 1958, Masatoshi Nakayama de l'université de Takushoku en devient le chef instructeur jusqu'à sa mort le 15 avril 1987. La JKA développe à travers le monde le karaté-do en envoyant des instructeurs formés au Japon dans un grand nombre de pays.
Le 1er décembre 1974, la JKA publie la revue mensuelle de karaté-do gekkan karate-do. En 1975, elle se retire de la fédération japonaise de karaté-do et réintègrera la FAJKO en 1981 comme l'un des quatre groupes coopérants. Après le décès de Masatoshi Nakayama en 1987, ses membres se disputent le leadership et après une décennie de procès, le 10 juin 1999, la cour suprême du Japon tranche définitivement en faveur du groupe Nakahara, avec Motokuni Sugiura comme chef instructeur, contre le groupe de Asai Tetsuhiko Sensei. À partir de 1994, elle organise des rassemblements d'instructeurs (shihankaï) qui aboutiront à la publication d'ouvrages sur les kata du style shotokan.
En 2000, elle devient propriétaire d'un grand dojo central (hombu dojo) à Tokyo. Elle s'affirme à l'heure actuelle comme défenseur du karaté-do de haute tradition et de culture japonaise. Représentée dans 109 pays, elle reste l'école la plus grande au monde et est réputée pour ses compétitions en 1 point ou 2 waza-ari (ippon shobu) qui n'ont ni catégories de poids ni protections. Le style shotokan de la JKA se caractérise par son dynamisme et ses techniques explosives (kime).
Depuis le 21 mars 2012, la JKA est reconnue au Japon comme une association d'intérêt public. Elle est donc maintenant rattachée à l'État et, en ce sens, reconnue comme la référence dans l'enseignement du Karaté traditionnel, non seulement au Japon mais aussi dans le monde entier.